# Bassetki

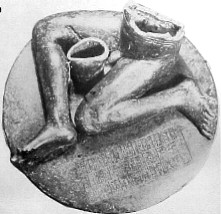
Estatua de Bassetki con inscripciones (c. 2250 a. C.)

Bassetki es un pequeño pueblo en Irak, en la gobernación de Dohuk del Kurdistán autónomo iraquí. Situado al norte de la antigua Mesopotamia, el pueblo es famoso por estar asociado con varios hallazgos arqueológicos.

## En la arqueología
En 1975, un fragmento de la base de una estatua de cobre de Naram-Sin de Acad, conocida como estatua de Bassetki, fue descubierta en la zona. La estatua fue robada del Museo Nacional de Irak en 2003, durante la Guerra de Irak, pero luego fue recuperada por soldados estadounidenses.
En agosto-octubre de 2016, arqueólogos del Instituto de Estudios de Oriente Próximo de la Universidad de Tubinga junto a Hasan Qasim de la Dirección de Antigüedades de Dohuk llevaron a cabo excavaciones arqueológicas en Bassetki descubriendo una gran ciudad de la Edad del Bronce establecida en c. 3000 a. C. que floreció durante más de 1200 años. Desde 2700 a. C. la ciudad tenía una muralla que protegía la ciudad de los invasores. Se han encontrado niveles del período del Imperio Acadio (2340-2200 BC), considerado el primer imperio mundial de la humanidad y posiblemente fuera un puesto avanzado acadio.
Se han encontrado grandes estructuras pétreas erigidas c. 1800 a. C. y fragmentos de tablillas cuneiformes asirias de c. 1300 a. C.. También se han encontrado indicaciones de una extensa red de carreteras, varias zonas residenciales y una especie de edificio palaciego de la Edad de Bronce.
En el verano de 2017, los arqueólogos de la Universidad de Tubinga descubrieron allí una colección de 92 tablillas cuneiformes asirías de hace 3200 años escondidas dentro de una vasija de arcilla que han desvelado su ubicación en la antigua ciudad real perdida de Mardaman. La ciudad, en virtud de su posición estratégica en las rutas comerciales entre Mesopotamia, Anatolia y Siria llegó a ser importante y las primeras menciones provienen del reinado de Naram-Sin cuando su gobernante se sumó a la "Gran Revuelta" contra el rey acadio. Estas tablillas datan de c. 1250 a. C., cuando el área formaba parte del Imperio Asirio Medio.